# Континентальная Европа

Континентальная Европа

Континентальная Европа или материковая Европа — смежная материковая часть Европы, за исключением окружающих островов. Её также можно двусмысленно называть Европейским континентом,  — что может, наоборот, означать всю Европу — а некоторые просто называют Континентом. Если Евразия рассматривается как единый континент, Европа рассматривается и как континент, и как субконтинент.

## Использование

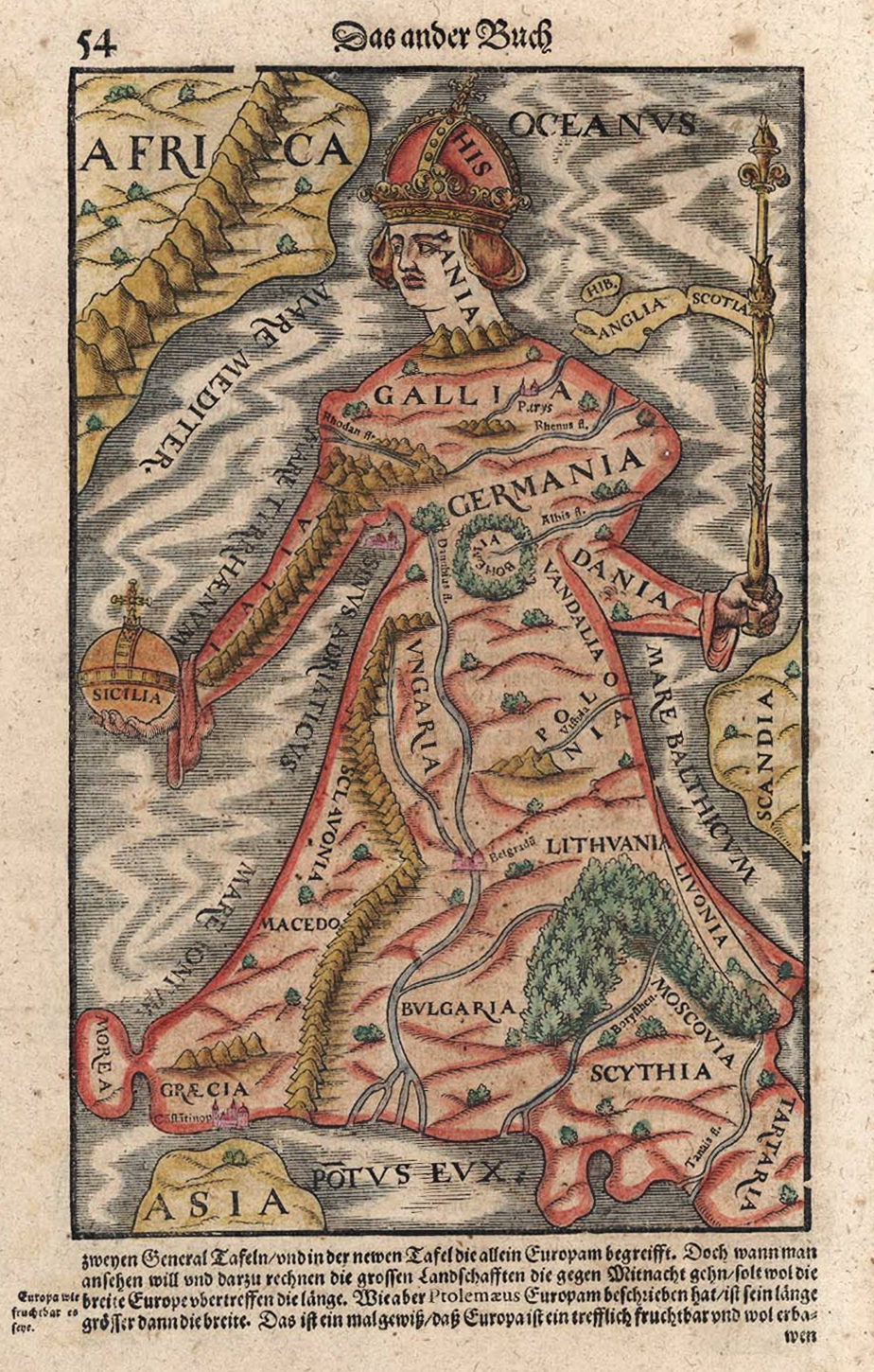
Карта Europa Regina (Себастьян Мюнстер, 1570 год), исключающая большую часть Фенноскандии, но включающая Великобританию и Ирландию, Болгарию, Скифию, Московию и Тартарию; Сицилия охвачена Европой в форме державы.

Континентальная территория исторической империи Каролингов была одним из многих старых культурных понятий, используемых для материковой Европы. Это было осознанно использовано в 1950-х годах как одна из основ для перспективной европейской интеграции (см. также многоскоростную Европу).
Наиболее распространенное определение материковой Европы исключает следующие континентальные острова: греческие острова, Кипр, Мальту, Сицилию, Сардинию, Корсику, Балеарские острова, Великобританию и Ирландию и окружающие острова, Новую Землю и Северный архипелаг, а также близлежащие океанические острова, включая Канарские острова, Мадейру, Азорские острова, Исландию, Фарерские острова и Шпицберген.
Скандинавский полуостров иногда также исключают, хотя он является частью «материковой Европы», поскольку фактическое сообщение с остальной частью континента исторически осуществлялось через Балтийское или Северное море (а не по длинному сухопутному маршруту, который включает в себя путешествие на север полуострова, где он встречается с Финляндией, а затем на юг через северо-восточную Европу). Эресуннский мост теперь связывает скандинавские автомобильные и железнодорожные сети с сетями Западной Европы.

### Великобритания и Ирландия
И в Великобритании, и в Ирландии термин континент широко и в целом используется для обозначения материковой части Европы. Заголовок британской газеты или прогноз погоды, предположительно, в 1930-е годы мог звучать: «Туман в Ла-Манше; континент отрезан». 
Кроме того, само слово «Европа» также регулярно используется для обозначения Европы, за исключением островов Великобритании, Исландии и Ирландии (хотя этот термин часто используется для обозначения Европейского союза). Термин «материковая Европа» также иногда используется. Использование этих терминов может отражать политические или культурные пристрастия, например, было замечено, что существует корреляция между тем, считает ли себя житель Великобритании «британцем» или «европейцем», и тем, живет ли он в районе, который в первую очередь поддерживал Brexit.
Прилагательное «континентальный» производным образом относится к социальным практикам или моде континентальной Европы. Примерами могут служить завтрак, загорание топлес и, исторически, дальние поездки (до того, как в Британии появились автомагистрали), часто известные как Grand Touring. Различия включают электрические розетки, часовые пояса в основном, использование левостороннего движения, а для Соединенного Королевства — валюту и продолжающееся использование некоторых имперской системы мер наряду с метрической, которая давно используется повсеместно в континентальной Европе.
Британия физически связана с континентальной Европой через подводный туннель под Ла-Маншем (самый длинный подводный туннель в мире), который обслуживает как Eurotunnel Shuttle (пассажирские и транспортные средства — требуется транспортное средство), так и Eurostar (только пассажирские). Эти услуги были созданы для перевозки пассажиров и транспортных средств через туннель на круглосуточной основе между Англией и континентальной Европой, при этом по обе стороны туннеля по-прежнему сохраняются меры паспортного и иммиграционного контроля. Этот маршрут популярен среди беженцев и мигрантов, желающих въехать в Великобританию.

### Скандинавия

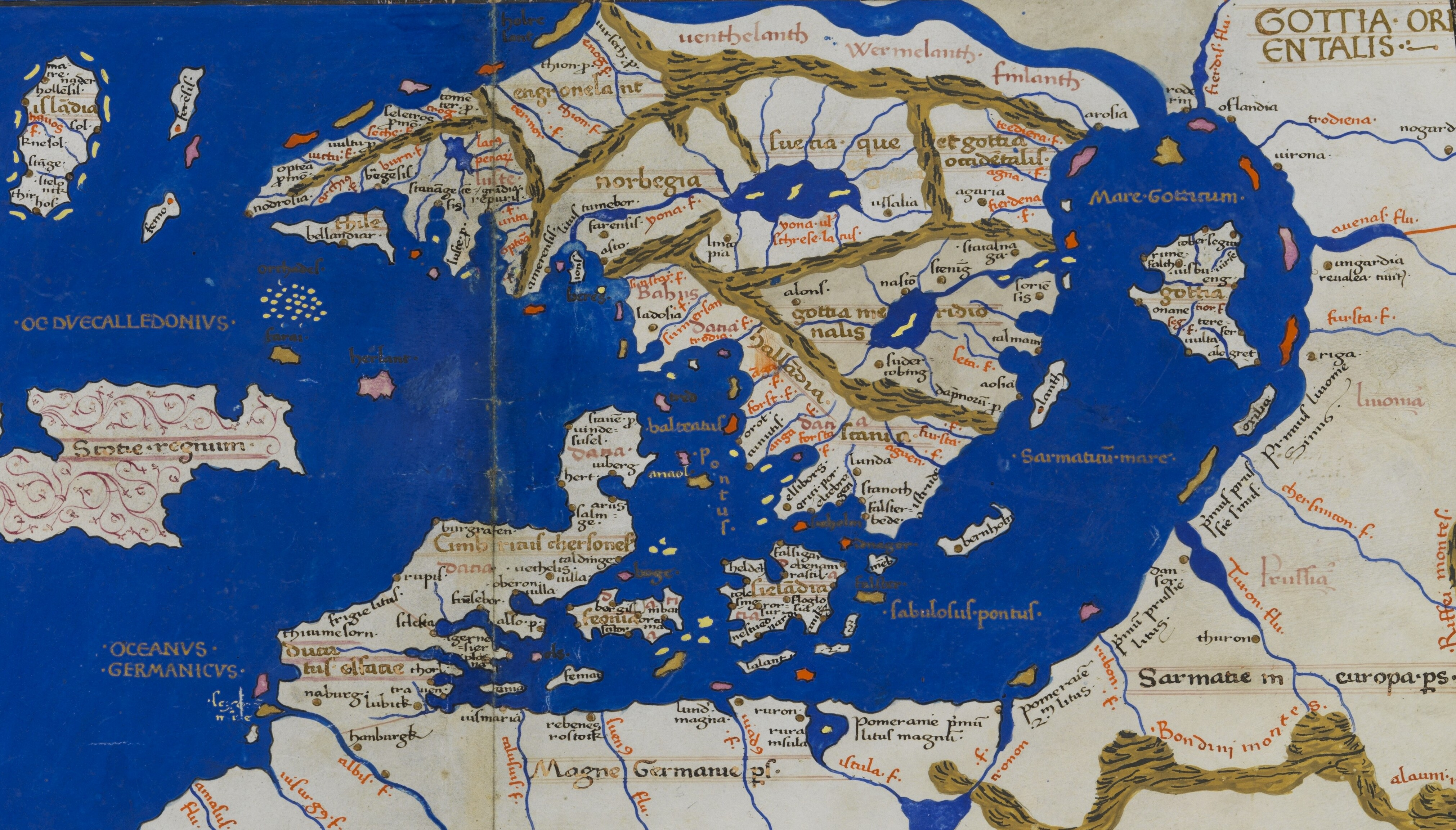
Карта островов Скандии, составленная Николаем Германусом для публикации в 1467 году Cosmographia Claudii Ptolomaei Alexandrini

Некоторые германисты исключают Скандинавский полуостров, Великобританию, Ирландию и Исландию из Европы. Причина этого в том, что хотя Скандинавский полуостров присоединен к континентальной Европе и доступен по сухопутному маршруту вдоль 66-й параллели северной широты, обычно до него можно добраться по морю.
Kontinenten («Континент») — это разговорное шведское выражение, которое относится к области, исключающей Швецию, Норвегию и Финляндию, но включающей Данию (даже Датский архипелаг, который технически не является частью континентальной Европы) и остальную часть континентальной Европы. В Норвегии, аналогично, говорят о Kontinentet как об отдельном образовании. В Дании Ютландия упоминается как часть континентальной Европы.
Скандинавский полуостров в настоящее время соединен с материковой частью Дании (полуостровом Ютландия) несколькими мостами и туннелями.

## Средиземноморские и атлантические острова
Континентом иногда может обозначаться континентальная часть Франции (исключая Корсику и заморскую Францию), континентальная часть Греции (исключая Эгейские острова, Крит и Ионические острова), континентальная часть Италии (исключая Сардинию, Сицилию и т. д.), континентальная часть Португалии (исключая Азорские острова и Мадейру) и континентальная часть Испании (исключая Балеарские острова, Канарские острова, Суверенные территории Испании и т. д.). Термин используется с точки зрения жителей островов каждой страны для описания континентальной части своей страны или континента (или материка) в целом.
Часть континентальной Франции, расположенная в Европе, также известна как l'Hexagone, «Шестиугольник», что отсылает к её приблизительной форме на карте. Континентальная Италия также известна как lo Stivale, «Сапожек», ссылаясь на ее приблизительную форму на карте. Континентальная Испания называется полуостровной Испанией.